# Brian Wardle
Brian Wardle (Clarendon Hills, 9 ottobre 1979) è un allenatore di pallacanestro ed ex cestista statunitense.